# Monastère de Krušedol
Le monastère de Krušedol (en serbe cyrillique : Манастир Крушедол ; en serbe latin Manastir Krušedol) est un monastère orthodoxe serbe situé en Serbie dans la province autonome de Voïvodine, près du village de Krušedol Selo. Il est un des 16 monastères de la Fruška gora, dans la région de Syrmie. Il dépend de l'éparchie de Syrmie et figure sur la liste des monuments culturels d'importance exceptionnelle de la république de Serbie (identifiant no SK 1040).
Le monastère est dédié à la sainte Mère de Dieu. Il abrite aujourd'hui une communauté de religieuses.
Les despotes serbes Đurađ Branković et Stefan Lazarević, ainsi que deux patriarches de l'Église orthodoxe de Serbie, ont été enterrés à Krušedol.

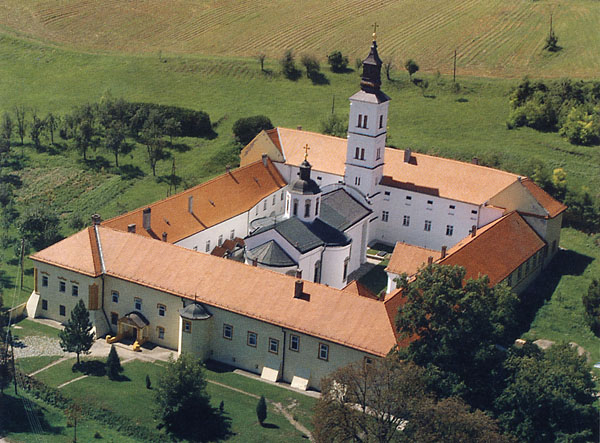
Vue générale du monastère.